# 道員
道員，簡稱道，中國明清時期的地方政府官職之一，雅稱道尹、道臺、道憲、觀察、廉車、廉使、觀察使等。該官職通常設於省與府之間－道官署的主官，另外，也有如鹽運道員的專任官職，布政使、按察使的副手也是道員，前者称“守道”，后者称“巡道”。
清乾隆十八年，定道员為正四品，但可另加頭銜提昇品秩，例如按察使銜分巡臺灣兵備道加按察使銜，為正三品。乾隆十八年，全国道员共八十余人。嘉庆四年，道员被授予密折奏事（“上封事”）之权，是具有此权的最低品秩文官。
道员的印信称为“关防”，长方形，以示该官职为临时派遣。材质为铜，長三寸，闊一寸九分。
民國元年（1912年）宣統遜位，中華民國建立，將道員改稱「觀察使」，民國三年（1914年）北洋政府改稱道尹。民國十七年（1928年）國民黨北伐成功，廢除「道」的編制，各省改設行政督察區，「行政督察專員公署」（專署）為行政督察區的行政管理機構。專署行政長官稱為「行政督察專員」，簡稱「行署專員」。